# Binaural Tour
Binaural Tour – ósma trasa koncertowa grupy muzycznej Pearl Jam, w jej trakcie odbyły się siedemdziesiąt trzy koncerty.

## Program koncertów

### Utwory Pearl Jam
1. „Alive”
2. „Animal”
3. „Better Man”
4. „Black”
5. „Brain of J”
6. „Breakerfall”
7. „Breath”
8. „Conduroy”
9. „Daughter”
10. „Dead Man”
11. „Dissident”
12. „Do the Evolution”
13. „Elderly Woman Behind the Counter in a Small Town”
14. „Evacuation”
15. „Even Flow”
16. „Faithfull”
17. „Footsteps”
18. „Garden”
19. „Given to Fly”
20. „Go”
21. „God’s Dice”
22. „Grievance”
23. „Habit”
24. „Hail, Hail”
25. „I Got Id”
26. „Immortality”
27. „In Hiding”
28. „In My Tree”
29. „Indifference”
30. „Insignificance”
31. „Jeremy”
32. „Last Exit”
33. „Leatherman”
34. „Light Years”
35. „Long Road”
36. „Lukin”
37. „Mankind”
38. „MFC”
39. „Not For You”
40. „Nothing as it Seems”
41. „Nothingman”
42. „Oceans”
43. „Of the Girl”
44. „Off He Goes”
45. „Once”
46. „Parting Ways”
47. „Pilate”
48. „Porch”
49. „Present Tense”
50. „Reaerviewmirror”
51. „Red Mosquito”
52. „Release”
53. „Rival”
54. „Sleight of Hand”
55. „Smile”
56. „Sometimes”
57. „Soon Forget”
58. „Spin the Black Circle”
59. „State of Love and Trust”
60. „Thin Air”
61. „Tremor Christ”
62. „U”
63. „Untitled”
64. „W.M.A.” (fragment)
65. „Wash”
66. „Whipping”
67. „Wishlist"
68. „Yellow Ledbetter”

### Covery innych wykonawców
1. „Androgynous Mind” (Sonic Youth) (fragment)
2. „Another Brick in the Wall (Pink Floyd) (fragment)
3. „Baba O' Riley” (The Who)
4. „Beautiful Way” (Beck) (fragment)
5. „Beginning to See the Light” (The Velvet Underground) (fragment)
6. „Behind Blue Eyes” (The Who) (fragment)
7. „Bull in the Heather” (Sonic Youth) (fragment)
8. „Can’t Help Falling in Love” (Elvis Presley)
9. „Crazy Mary” (Victoria Williams)
10. „Crown of Thors” (Mother Love Bone)
11. „Everyday” (Buddy Holly)
12. „Fuckin' Up” (Neil Young)
13. „Hold On” (Tom Waits) (fragment)
14. „I Am A Patriot” (Steven Van Zandt)
15. „I Believe In Miracles” (The Ramones) (fragment)
16. „I Got You” (Split Enz)
17. „In The Colosseum” (Tom Waits) (fragment)
18. „Interstellar Overdrive” (Pink Floyd) (fragment)
19. „It's OK” (Dead Moon) (fragment)
20. „Jumpin’ Jack Flash” (The Rolling Stones)
21. „The Kids Are Alright" (The Who)
22. „Last Kiss” (The Who)
23. „Leaving Here” (Edward Holland Jr.)
24. „Little Wing” (The Jimi Hendrix Experience) (fragment)
25. „Love Me Two Times” (The Doors) (fragment)
26. „Naked Eye” (The Who)
27. „’O sole mio” (Giovanni Capurro i Eduardo di Capua) (fragment)
28. „On a Rope” (Rocket from the Crypt (fragment)
29. „Over the Hills and Far Away” (Led Zeppelin) (fragment)
30. „Rockin’ in the Free World” (Neil Young) (fragment)
31. „Romanza” (nieznany wykonawca) (fragment)
32. „Save it for Later” (The Beat) (fragment)
33. „Soldier of Love (Lay Down Your Arms)” (Arthur Alexander)
34. „Sonic Reduucer” (The Dead Boys)
35. „Stop Your Sobbing” (The Kinks) (fragment)
36. „Substitute” (The Who) (fragment)
37. „Sympathy For The Devil” (The Rolling Stones) (fragment)
38. „Timeless Melody” (The La’s)
39. „Throw Your Arms Around Me” (Hunters & Collectors)
40. „Trouble” (Cat Stevens)
41. „Without Your Love” (Roger Daltrey) (fragment)
42. „The Wrong Child” (R.E.M.) (fragment)

## Lista koncertów

### Koncerty wstępne
1. 10 maja 2000 – Bellingham, Waszyngton, USA – Mount Baker Theatre
2. 11 maja 2000 – Vancouver, Kolumbia Brytyjska – Commodore Ballroom

### Europa
1. 23 maja 2000 – Lizbona, Portugalia – Estádio do Restelo
2. 25 maja 2000 – Barcelona, Hiszpania – Palau Sant Jordi
3. 26 maja 2000 – San Sebastián, Hiszpania – Velodromo de Anoeta
4. 29 maja 2000 – Londyn – Wembley Arena
5. 30 maja 2000 – Londyn, Anglia – Wembley Arena
6. 1 czerwca 2000 – Dublin, Irlandia – The Point
7. 3 czerwca 2000 – Glasgow, Szkocja – SECC
8. 4 czerwca 2000 – Manchester, Anglia – Manchester Evening News Arena
9. 6 czerwca 2000 – Cardiff, Walia – Cardiff International Arena
10. 8 czerwca 2000 – Paryż, Francja – Palais Omnisports de Paris-Bercy
11. 9 czerwca 2000 – Nürburg, Niemcy – Rock am Ring
12. 11 czerwca 2000 – Norymberga, Niemcy – Rock im Park
13. 12 czerwca 2000 – Landgraaf, Holandia – Pageas Arena
14. 15 czerwca 2000 – Katowice, Polska – Spodek
15. 16 czerwca 2000 – Katowice, Polska – Spodek (drugi koncert w Spodku zastąpił planowany na ten dzień koncert w klubie Petőfi Csarnok w Budapeszcie na Węgrzech)
16. 18 czerwca 2000 – Salzburg, Austria – Residenzplatz
17. 19 czerwca 2000 – Lublana, Słowenia – Hala Tivoli
18. 20 czerwca 2000 – Mediolan, Włochy – FILA Forum Arena
19. 23 czerwca 2000 – Zurych, Szwajcaria – Hallenstadion
20. 25 czerwca 2000 – Berlin, Niemcy – Wuhlheide
21. 26 czerwca 2000 – Hamburg, Niemcy – Alsterdorfer Sportshalle
22. 28 czerwca 2000 – Sztokholm, Szwecja – Sjöhistoriska Museet
23. 29 czerwca 2000 – Oslo, Norwegia – Oslo Spektrum
24. 30 czerwca 2000 – Roskilde, Dania – Roskilde Festival

Podczas koncertu zespołu na Roskilde Festival na skutek zadeptania przez tłum zginęło 8 osób, a 25 zostało rannych w tym cztery poważnie. Dzień po tragedii premier Danii, Poul Nyrup Rasmussen uczcił minutą ciszy ofiary podczas ceremonii otwarcia mostu łączącego Danię ze Szwecją. Na skutek tragedii odwołano dwa końcowe koncerty europejskiej części trasy; także trasy koncertowe z powodu tragedii odwołały zespoły Oasis i Pet Shop Boys.
1. 2 lipca 2000 – Werchter, Belgia – Rock Werchter (odwołany)
2. 3 lipca 2000 – Rotterdam, Holandia – Ahoy Rotterdam (odwołany)

### Ameryka Północna – część 1
1. 3 sierpnia 2000 – Virginia Beach, Wirginia – GTE Virginia Beach Amphitheater
2. 4 sierpnia 2000 – Charlotte, Karolina Północna – Blockbuster Pavillion
3. 6 sierpnia 2000 – Greensboro, Karolina Północna – Greensboro Coliseum
4. 7 sierpnia 2000 – Atlanta, Georgia – Phillips Arena
5. 9 sierpnia 2000 – West Palm Beach, Floryda – Mars Music Amphitheatre
6. 10 sierpnia 2000 – West Palm Beach, Floryda – Mars Music Amphitheatre
7. 12 sierpnia 2000 – Tampa, Floryda – Ice Palace
8. 14 sierpnia 2000 – Nowy Orlean, Luizjana – New Orleans Arena
9. 15 sierpnia 2000 – Memphis, Tennessee – Pyramid Arena
10. 17 sierpnia 2000 – Antioch, Tennessee – AmSouth Amphitheater
11. 18 sierpnia 2000 – Noblesville, Tennessee – Deer Creek Music Centre
12. 20 sierpnia 2000 – Cincinnati, Ohio – Riverbend Music Center
13. 21 sierpnia 2000 – Wantagh, Nowy Jork – Jones Beach Amphitheater
14. 23 sierpnia 2000 – Wantagh, Nowy Jork – Jones Beach Amphitheatre
15. 25 sierpnia 2000 – Wantagh, Nowy Jork – Jones Beach Amphitheatre
16. 27 sierpnia 2000 – Saratoga Springs, Nowy Jork – Saratoga Performings Arts Center
17. 29 sierpnia 2000 – Mansfield, Massachusetts – Tweeter Center Boston
18. 30 sierpnia 2000 – Mansfield, Massachusetts – Tweeter Center Boston
19. 1 września 2000 – Camden, New Jersey – Blockbuster Music Entertainment Centre
20. 2 września 2000 – Camden, New Jersey – Blockbuster Music Entertainment Centre
21. 4 września 2000 – Columbia, Maryland – Merriweather Post Pavillion
22. 5 września 2000 – Burgettstown, Pensylwania – Post-Gazette Pavillion

### Ameryka Północna – część 2
1. 4 października 2000 – Montreal, Kanada – Molson Centre
2. 5 października 2000 – Toronto, Kanada – Air Canada Centre
3. 7 października 2000 – Auburn Hills, Michigan – The Palace of Auburn Hills
4. 8 października 2000 – East Troy, Wisconsin – Alpine Valley Music Theatre
5. 9 października 2000 – Rosemont, Illinois – Allstate Arena
6. 11 października 2000 – Maryland Heights, Missouri – Riverport Amphitheater
7. 12 października 2000 – Bonner Springs, Kansas – Sandstone Amphitheater
8. 14 października 2000 – The Woodland, Teksas – Cynthia Woods Michelle Pavillion
9. 15 października 2000 – The Woodland, Teksas – Cynthia Woods Michelle Pavillion
10. 17 października 2000 – Dallas, Teksas – Smirnoff Music Centre
11. 18 października 2000 – Lubbock, Teksas – United Spirit Arena
12. 20 października 2000 – Albuquerque, Nowy Meksyk – Mesa de Sol Amphitheatre
13. 21 października 2000 – Phoenix, Arizona – Desert Sky Pavillion
14. 22 października 2000 – Las Vegas, Nevada – MGM Grand Arena
15. 24 października 2000 – Los Angeles – Greek Theatre
16. 25 października 2000 – San Diego, Kalifornia – San Diego Sports Arena
17. 27 października 2000 – Fresno, Kalifornia – Selland Arena
18. 28 października 2000 – Devore, Kalifornia – Blockbuster Pavillion
19. 30 października 2000 – Marysville, Kalifornia – Sacramento Valley Amphitheater
20. 31 października 2000 – Mountain View, Kalifornia – Shoreline Amphitheatre
21. 2 listopada 2000 – Portland, Oregon – Rose Garden Arena
22. 3 listopada 2000 – Nampa, Idaho – Idaho Center
23. 5 listopada 2000 – Seattle, Waszyngton – KeyArena
24. 6 listopada 2000 – Seattle, Waszyngton – KeyArena

## Muzycy
- Eddie Vedder – wokal prowadzący, gitara
- Stone Gossard – gitara rytmiczna
- Mike McCready – gitara prowadząca
- Jeff Ament – gitara basowa
- Matt Cameron – perkusja

## Artyści supportujący Pearl Jam
- C Average
- The Dismemberment Plan
- Jim O’Rourke
- The Monkeywrench
- Lee Ranaldo
- Red Hot Chili Peppers
- Sonic Youth
- Steve Shelley
- Supergrass
- The Vandals
- Wellwater Conspiracy